# Wetterstation

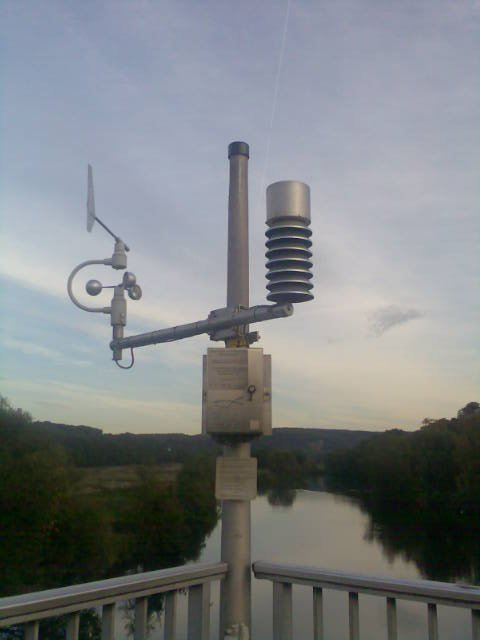
Eine Wetterstation im Freien

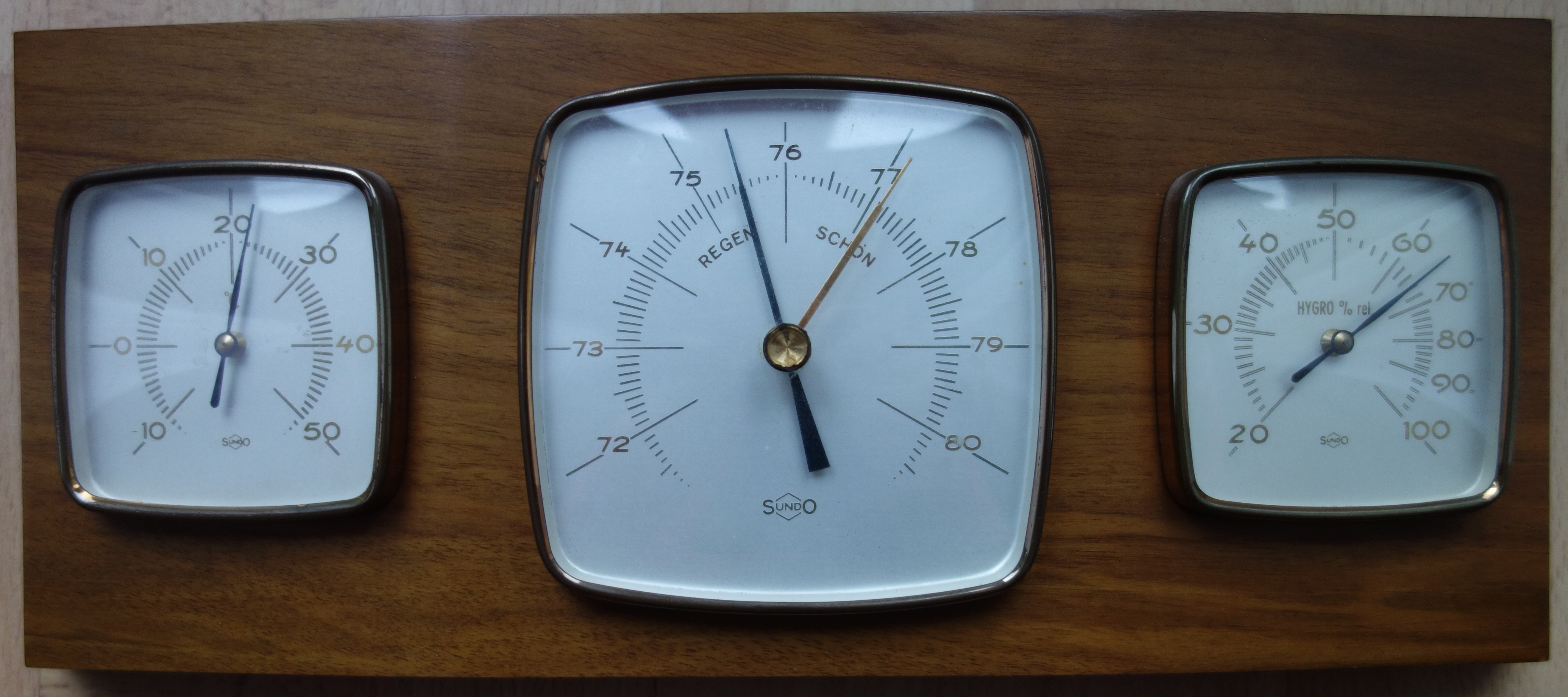
Heim-Wetterstation für Innenräume

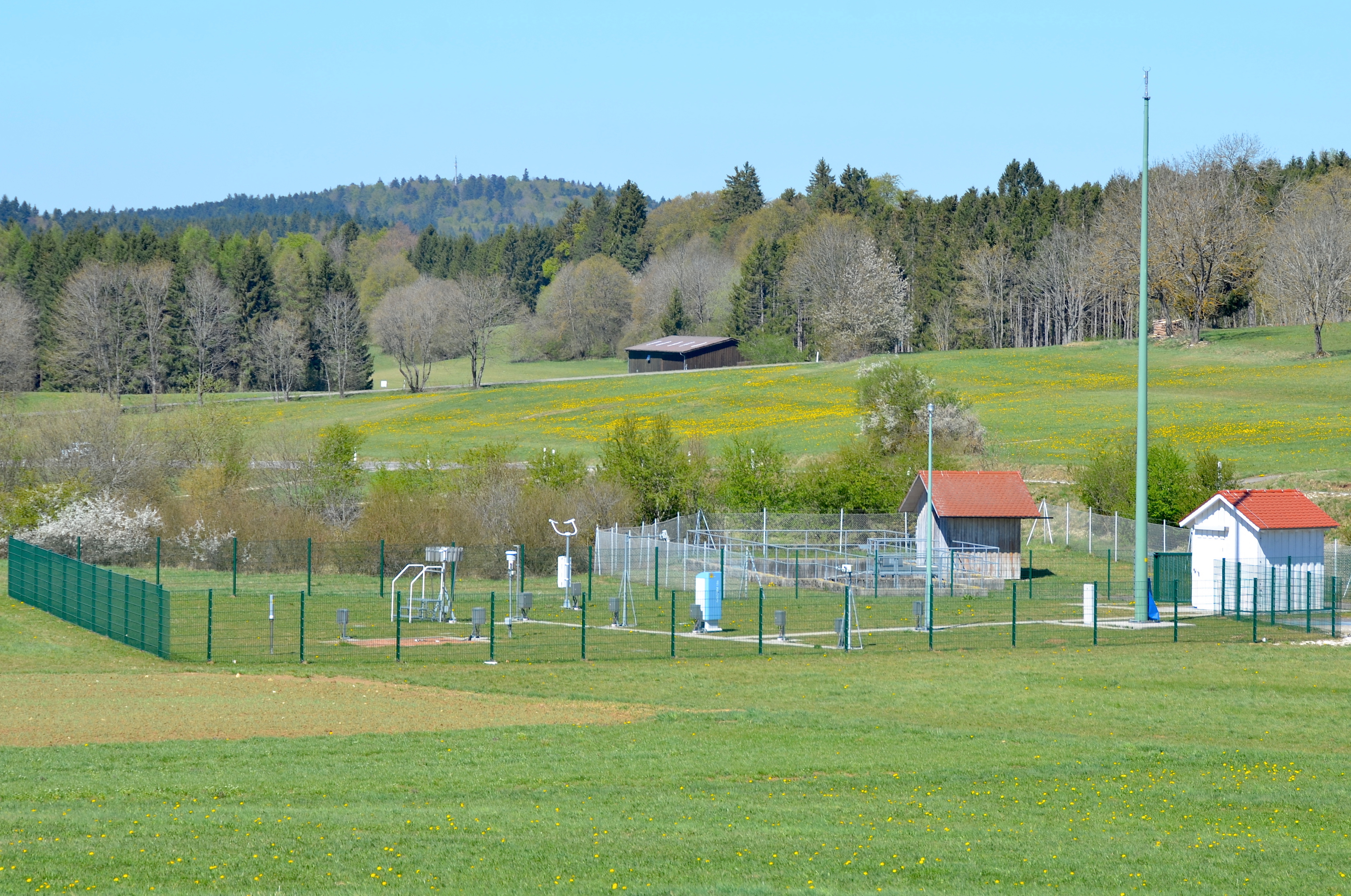
Hauptamtliche vollautomatische Wetterstation Appental des DWD in Meßstetten auf

Eine Wetterstation ist eine Zusammenstellung verschiedener Messgeräte, die zur Messung meteorologischer Größen und damit der Wetterbeobachtung an einem bestimmten Ort und der Klimaforschung dienen.
Wetterstationen werden für staatliche Wettermessungen und Wettervorhersagen – wie die des Deutschen Wetterdienstes (DWD) – andere Wetterdienste und private Zwecke benutzt. Man unterscheidet allgemein zwischen analogen und digitalen Wetterstationen.
Der Deutsche Wetterdienst betreibt laut der Messnetzkarte 207 Stationen. Davon sind 160 hauptamtliche vollautomatische Wetterstationen (ohne Personal). Im Gegensatz dazu sind die 21 Wetterwarten des DWD, darunter 16 Flugwetterwarten mit Personal besetzte Messstationen.
In Österreich betreibt die ZAMG etwa 250 teilautomatische Wetterstationen. Die älteste noch bestehende Wetterstation ist jene an der Sternwarte Kremsmünster (Benediktinerstift in Oberösterreich). Sie wurde 1762 eingerichtet und hat weltweit die längste kontinuierliche Messreihe.

## Analoge Wetterstationen

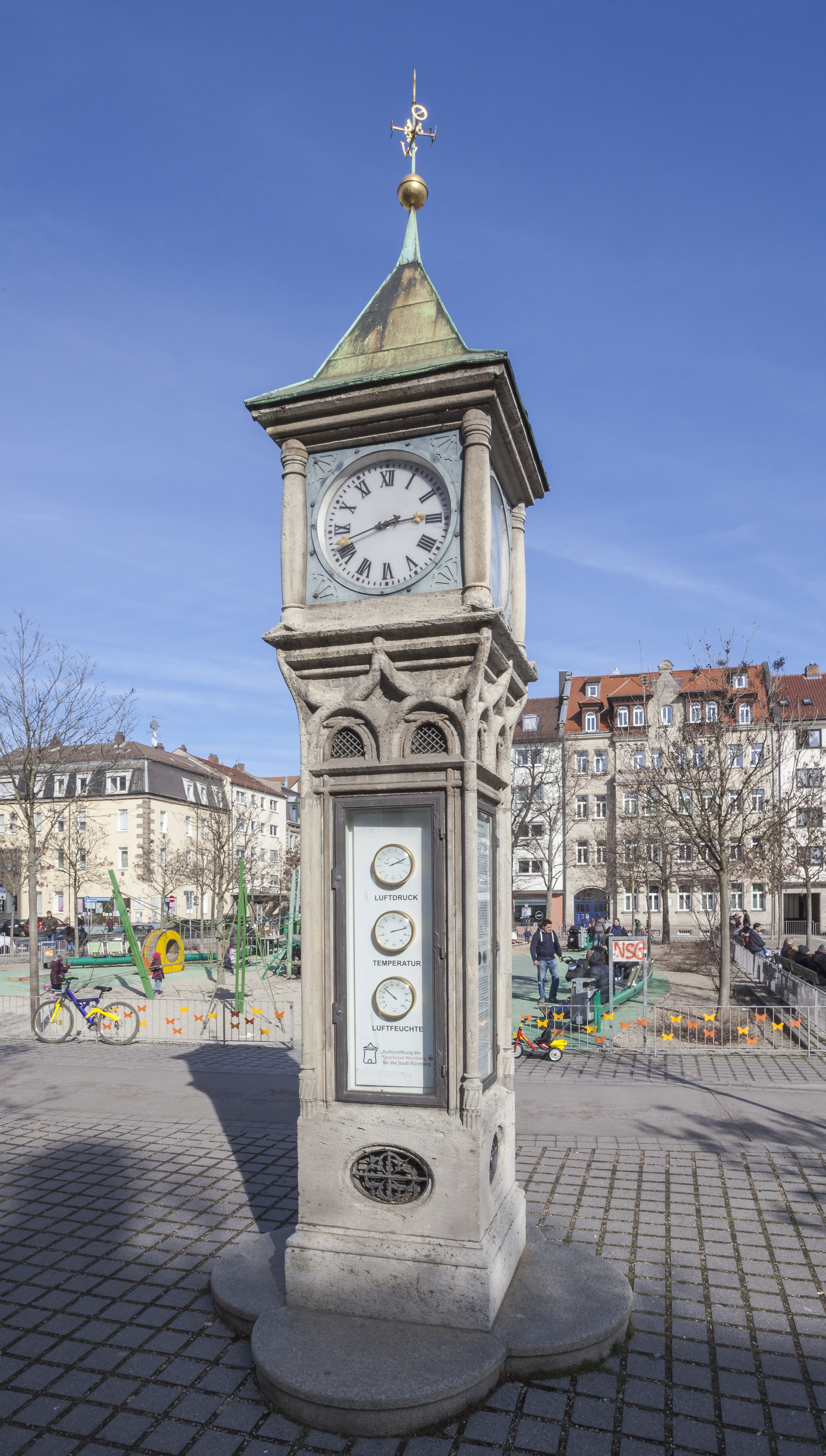
Uhr und Wetterstation auf dem Aufseßplatz in Nürnberg

Analoge Wetterstationen sind meistens in so genannten Wetterhütten (auch Thermometerhütte, Klimahütte) untergebracht. Dieses sind kleine „Kästen“, etwa kopfhoch aufgeständert, aus Holz oder witterungsbeständigem Kunststoff, deren Lamellen-Wände die Wetterinstrumente vor Bewetterung, also Regen und Wind, vor Schmutz sowie Ein- und Abstrahlung von Wärme durch Sonne und Nachthimmel schützen. Damit sorgen sie für einheitliche Messbedingungen und zuverlässiges Funktionieren der Messinstrumente.
Die einfachen in Kaufhäusern angebotenen „Wetterstationen“ verdienen diesen Namen kaum. Sie sind im Regelfall nur für Innenräume ausgelegt und ihre Thermometer und Hygrometer weisen Anzeigefehler von bis zu 3 °C Lufttemperatur und 20 % relativer Luftfeuchtigkeit auf.

### Wetterhütten und Instrumente
Die oben erwähnten Wetterhütten (auch Klimahütten oder englische Hütten genannt) bestehen aus winddurchlässigen Lamellenwänden und sind außen weiß angestrichen, um die Temperaturdaten nicht durch die Sonneneinstrahlung zu verfälschen. Eine dunkle Oberfläche würde bei Sonnenschein, aber auch bei leichter Bewölkung, mehr Strahlung absorbieren, an die Raumluft weitergeben und damit die Innen- gegenüber der Außentemperatur erhöhen. Somit würden dunkle Wetterhütten immer eine zu hohe Temperatur aufzeichnen und der systematische Fehler würde zudem in Abhängigkeit von der Witterungsentwicklung variieren (siehe Strahlungsfehler). Damit die Daten verschiedener Wetterstationen vergleichbar sind, hat man festgelegt, dass Wetterhütten exakt 2 Meter über einer Grasfläche und mindestens 10 Meter vom nächsten Baum entfernt aufgestellt werden müssen, außerdem sollten die Hütten im Idealfall ganztägig von der Sonne beschienen und ungehindert vom Wind getroffen werden. Alternativ zu den konventionellen Wetterhütten werden für automatische bzw. digitale Stationen (s. u.) auch kleinere Strahlungsschutzhütten mit aktiver Belüftung (Zwangsbelüftung) verwendet. Auch diese bestehen aus Lamellenwänden, sind aber zusätzlich mit einem strombetriebenen Lüfter ausgestattet, damit die geringeren Maße des Gehäuses nicht durch Materialerwärmung zu einer Verfälschung der Lufttemperatur führen.
Die „typische Wetterhütte“ ist mit Psychrometer, Maximum- und Minimumthermometer und einem Thermohygrograph ausgestattet.
Außerhalb der Wetterhütte ist außerdem ein Niederschlagsmesser unter freiem Himmel, ein Anemoskop und ein Anemometer angebracht. Manche Stationen messen darüber hinaus auch die Globalstrahlung, Sonnenscheindauer oder spezielle Werte wie die Verdunstung oder die Bodentemperatur.
Um Daten von diesen analogen Wetterstationen zu sammeln, müssen die Instrumente innerhalb der Wetterhütte abgelesen werden. Außerhalb ist der Wasserstand im Regenmesser bzw. die aktuelle Windgeschwindigkeit und Richtung am Anemometer abzulesen. Dieses geschieht bei hauptamtlichen Stationen jede Stunde (bei nebenamtlichen Stationen nur um 7, 14 und 21 Uhr), beim Regenmesser jeden Morgen um 7 Uhr.

### Vorteile analoger Stationen
- keine Stromquelle erforderlich
- bessere Beurteilung, wie genau und zuverlässig die aktuellen Messwerte sind.
- Beobachter macht noch weitere visuelle Beobachtungen (z. B. Wetterverlauf, Sichtweite), die auch sehr wertvoll sind und bei unbemannten automatischen Wetterstationen entfallen.

### Nachteile
- die Wetterdaten werden nur in gewissen Zeitabständen (z. B. stündlich) erfasst.
- die Wetterdaten müssen immer „von Hand“ abgelesen werden, was eine erhebliche Kostenbelastung mit sich bringt.

## Digitale Wetterstationen

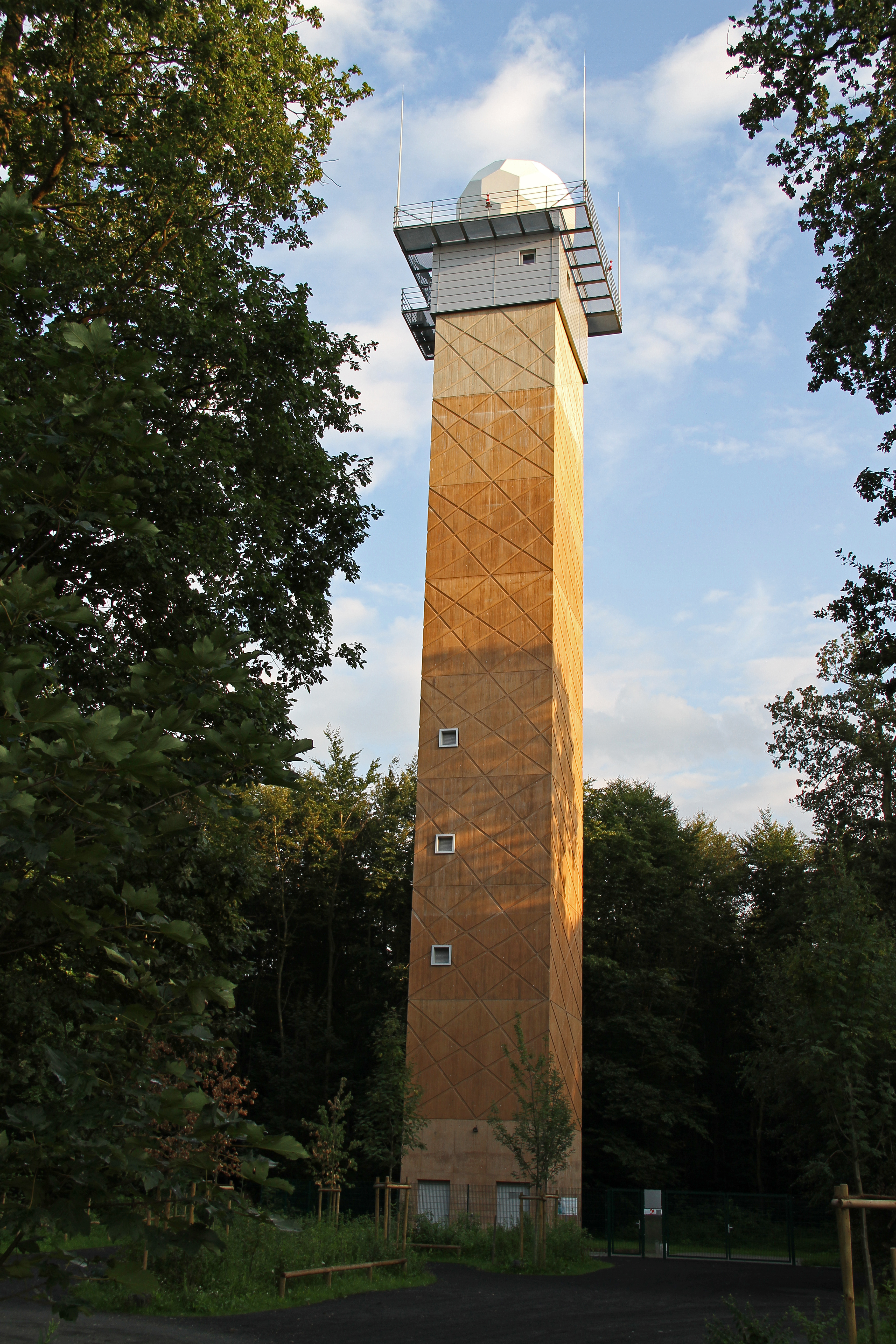
Wetterradarstation des Deutschen Wetterdienstes DWD in Dreieich-Offenthal

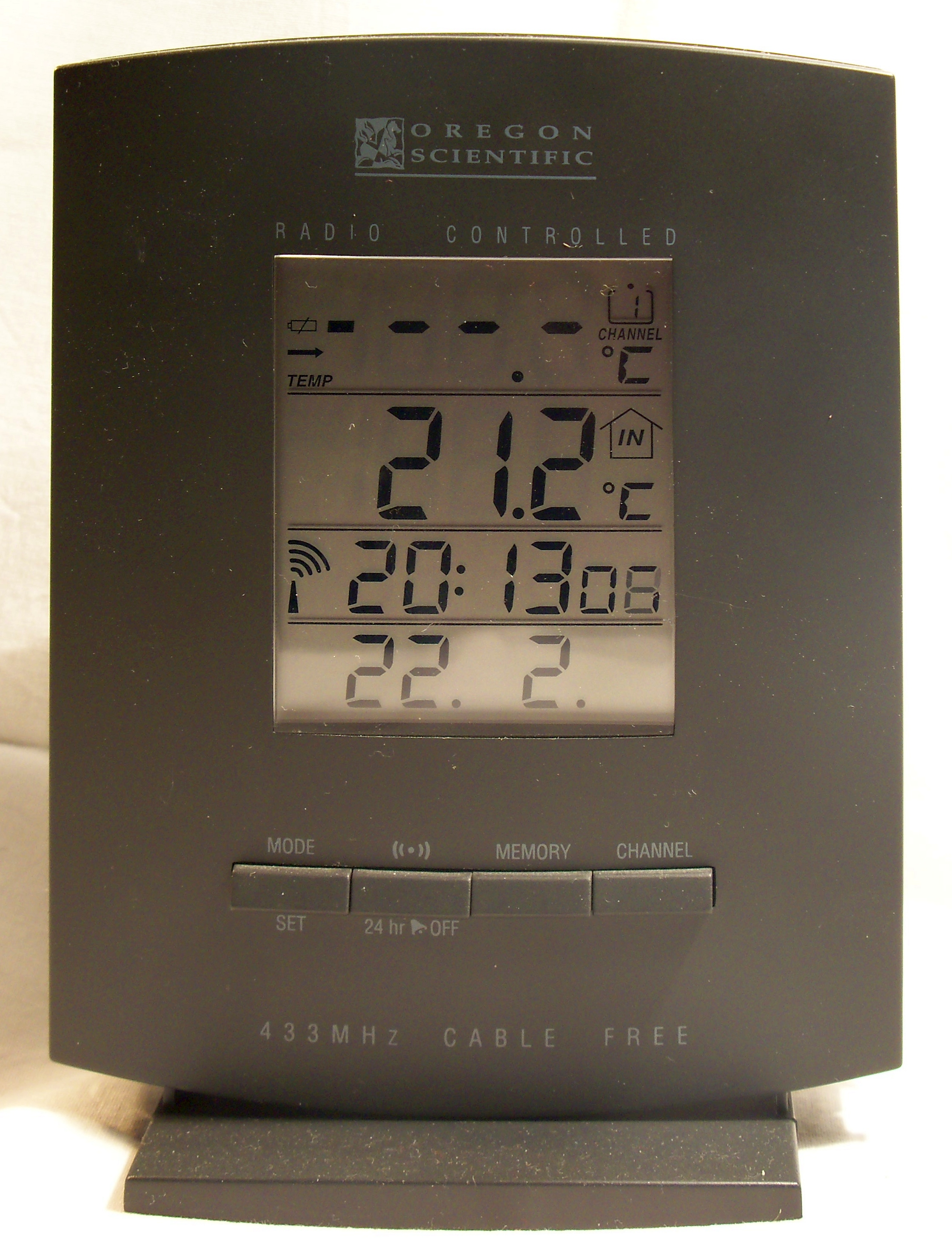
Digitale Wetterstation für den Privatgebrauch

Digitale fernübertragende Wetterstationen bestehen aus der Basisstation, welche die Daten empfängt und auswertet, den Sensoren für die Gewinnung der Messwerte und einer Einrichtung zur Datenübertragung.
Die Sensoren werden an den gewünschten Messpunkten angebracht, an denen sie Daten sammeln und zur Basisstation übermitteln, welche die Daten empfängt (entweder über Kabel oder per Funk). Die Daten werden oft für einige Zeit gespeichert, können bei Bedarf wieder aufgerufen oder weitervermittelt werden.
Manche Stationen übertragen die Daten in einen PC und/oder liefern eine genäherte Wettervorhersage für die nächsten Stunden.
Für die Datenfernübertragung (DFÜ) zu einem PC kommen unterschiedliche Übertragungswege zum Einsatz. Sehr verbreitet sind kabelgebundene Übertragungswege durch serielle Datenkabel z. B. über RS232 / RS485 oder DFÜ-Verbindungen über Analoge-, ISDN- oder Funkmodems (GSM, GPRS). Zunehmend nutzen Wetterstationen das Internetprotokoll. Damit sind Wetterdaten über FTP, HTTP, SNMP in lokalen Netzwerken (LAN) und Funknetzwerken (WLAN), aber auch weltweit über das Internet verfügbar. Manche Wetterstationen versenden auch SMS-Nachrichten, z. B. Frostwarnungen oder aktuelle Wetterdaten, auf Mobiltelefone.
Folgende Sensoren sind in Wetterstationen eingesetzt:
Thermometer, Hygrometer, Barometer, Regenmesser und Anemometer (Windmesser).
Auch die Bewölkung (Ermittlung der Sonnenstunden mit Pyranometer) oder die Strahlungsbilanz wird oft gemessen.

### Wetterprognose

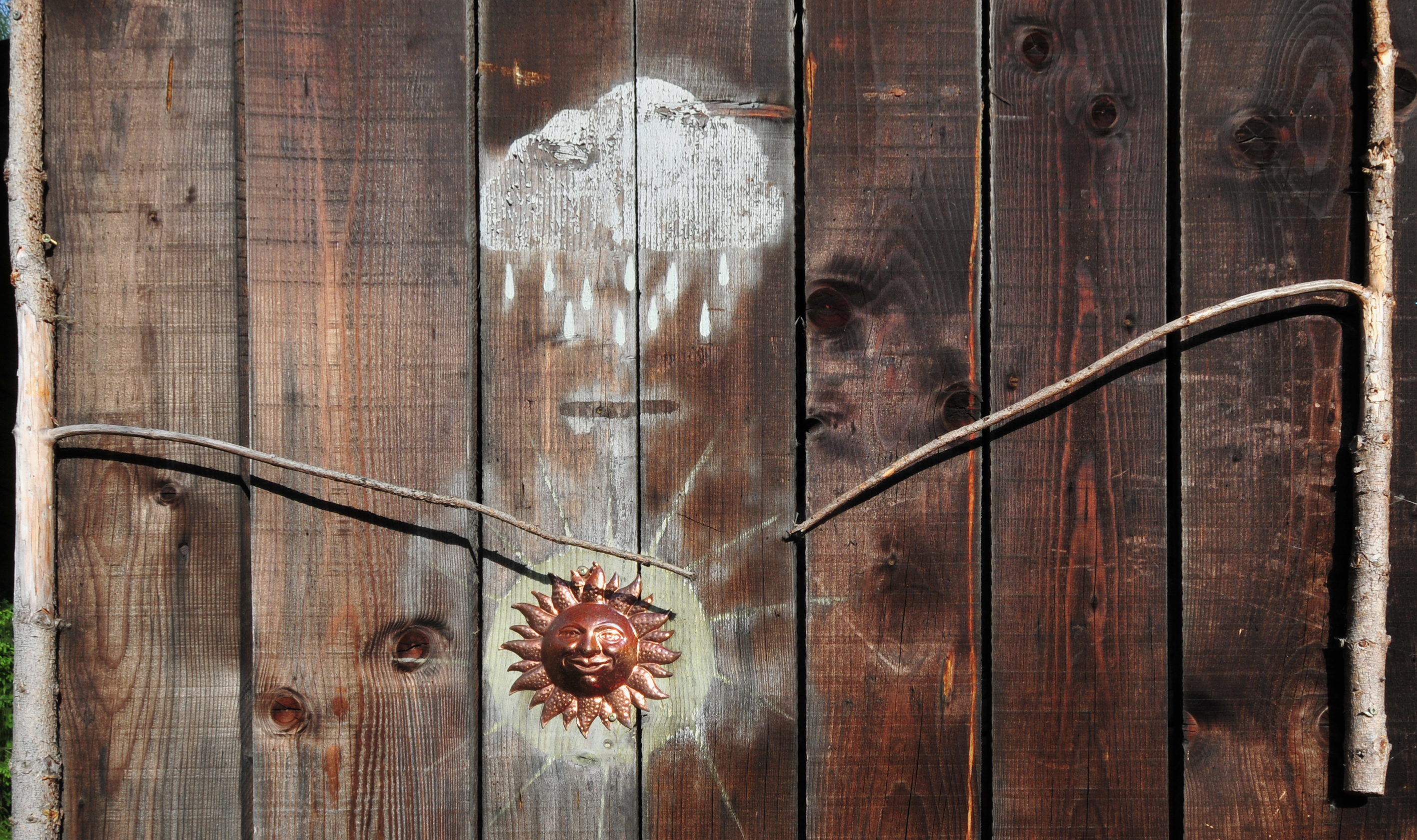
Eine Wetterstation aus längst vergangenen Zeiten

Mithilfe des Luftdrucks erstellen manche für den Privatgebrauch konstruierte digitale Wetterstationen eine Wetterprognose. Eine Prognose nur anhand der Drucktendenz ist meistens wenig zuverlässig, da viele der für das Wetter verantwortlichen Faktoren unberücksichtigt bleiben.
Manche Stationen berücksichtigen auch den Verlauf der Temperatur, manche verwenden alle außen gesammelten Daten.

### Sensoranbindung
Werden die Sensordaten per Funk übertragen, geschieht das meistens über die ISM-Frequenz 433 MHz (70-Zentimeter-Band). Andere Funkgeräte auf dieser Frequenz können den Funkempfang stören. Manche Modelle verwenden die Frequenz von 868 MHz und arbeiten bidirektional, um Messwerte im Transaktionsmodus sicher zu übertragen.
Bei Funkübertragung ist die Reichweite beschränkt, zumal wenn massive Wände zu durchdringen sind. Bei Funkübertragung benötigen Sensoren eine Stromversorgung; sie kann bei geringem Verbrauch mit Solarzellen erfolgen.
Die Sensoren müssen für gesetzliche Aufgaben gemäß Eichgesetz geeicht sein.

### Vor- und Nachteile digitaler Stationen
Die Daten können bequem vom Haus aus erfasst werden, es entfallen das Ablesen sowie Fehler bei der Ablesung und der Dateneingabe. Die Speicherung und Digitalisierung der Messwerte über einen längeren Zeitraum geschieht automatisch.
Die Unterhaltungskosten sind durch Personaleinsparung geringer.
Nachteilig ist, dass eine Stromversorgung benötigt wird. Falsche Daten, z. B. durch Laub oder Schmutz im Regenmesser, Vogelexkremente auf dem Globalstrahlungssensor, kommen dennoch vor und eine Überprüfung der Messapparaturen ist daher notwendig.